# Escala EGIDS
L'escala EGIDS mesura el grau de perill que té un idioma de convertir-se en llengua morta, és a dir, la seva vitalitat. Té en compte diversos factors com la situació d'oficialitat, la presència als mitjans de comunicació o la transmissió generacional. És l'escala usada per l'Ethnologue, una de les principals fonts d'informació sobre les llengües. El nom de l'escala correspon a les sigles "Expanded Graded Intergenerational Disruption Scale" de l'anglès i suposa una ampliació de l'escala GIDS, on no s'incloïen els subíndexs a i b i, per tant, es comptava amb deu nivells de vitalitat lingüística.

## Nivells de l'escala
La següent taula reflecteix els diferents nivells reconeguts a l'EGIDS. Com més gran és el número, més perill corre aquell idioma:
| Nivell | Nom                                 | Descripció |
| ------ | ----------------------------------- | --- |
| 0      | Internacional                       | La llengua es fa servir en gran varietat de situacions a tot el món. |
| 1      | Nacional                            | És un idioma emprat en totes les situacions comunicatives d'un Estat. |
| 2      | Regional                            | Llengua o bé emprada significativament en un país o circumscrita a una zona o regió estatal concreta. |
| 3      | Comunicatiu                         | Idioma fet servir en el comerç, als mitjans de comunicació o en entorns laborals tant per nadius com per estrangers, amb suport institucional limitat.                                                                                                  |
| 4      | Educacional                         | La llengua s'ensenya a l'escola i compta amb un estàndard lingüístic. |
| 5      | En desenvolupament · Dispers        | Idioma assegurat oralment però amb una tradició d'escriptura limitada. Situació d'una llengua fora de la seva comunitat d'origen amb un grup de parlants ampli, però sense suport oficial.                                                              |
| 6a     | Vigorós                             | Idioma assegurat oralment per la transmissió generacional. Per sota d'aquest llindar es considera que una llengua està en perill i entra en l'escala de la UNESCO de llengües amenaçades.                                                               |
| 6b     | Amenaçat · Reestablert              | Idioma que perd parlants per la tranmissió generacional o per la diglòssia entre els adults. En casos de revitalització lingüística, quan l'idioma està començant a parlar-se entre la tercera generació.                                               |
| 7      | Devaluat o en perill · Revitalitzat | Interrupció parcial de la transmissió de pares a fills on les famílies abandonen la llengua materna en favor d'un altre idioma de més prestigi per comunicar-se amb els infants. Es reprén la transmissió generacional de llengües que s'havien perdut. |
| 8a     | Moribund · En revitalizació         | Idioma que s'ha perdut entre els més joves. En el cas de llengües perdudes, quan hi ha la voluntat de la comunitat de tornar-la a usar. |
| 8b     | Gairebé extint                      | Llengua només coneguda per pocs parlants vells que l'usen en escassos intercanvis comunicatius. |
| 9      | Dorment                             | L'idioma perviu com a llengua simbòlica lligada a la identitat comnunitària però no s'usa per a la comunicació real. |
| 10     | Extint                              | Llengua morta. |

## Nivells i sostenibilitat
Una llengua està totalment assegurada quan té un nivell 4. Compta amb els criteris FAMED (per les seves sigles angleses) de vitalitat lingüística: funcionalitat (la llengua serveix per a tots els propòsits comunicatius de la comunitat), adquisició (hi ha una correcta transmissió generacional i s'estudia a l'educació formal), motivació (existeix una alta disposició dels parlants a usar la llengua), externalitats (l'idioma compta amb un entorn favorable d'institucions, entitats i grups socials que el protegeixen i difonen, incloent-hi el suport del govern), diferenciació (la comunitat s'identifica amb aquella llengua en diferenciació dels veïns).
Al nivell 5 la llengua és sostenible només amb un esforç de planificació lingüística. Correspon a societats amb alts índexs d'analfabetisme o que ha sortit d'un intens període de persecució de la llengua. La diferència entre els nivells 6a i 6b indica que una llengua està perdent parlants a nivell oral, amb un procés progressiu de substitució lingüística en favor d'idiomes més prestigiosos.
La revitalització lingüística es considera natural en una llengua de nivell 8, ja que encara hi ha parlants que la tenen com a llengua materna. El nivell 9 pot donar peu a un nou ús de l'idioma però sempre a partir de fonts antigues i, per tant, amb una interrupció en l'evolució de la llengua. Alguns estudiosos parlen de neoidioma quan s'assoleix la parla des d'aquest nivell 9, ja que l'idioma revitalitzat pot no ser el mateix que l'anterior (per exemple en la seva fonètica).